# Судијско бацање
Судијско бацање или судијско подбацивање је начин враћања лопте у игру у фудбалу.

## Досуђивање
Бацање се не додељује у корист једне екипе на терену, већ служи за наставак игре након што судија заустави игру због разлога који није предвиђен правилима (озбиљна повреда играча, улазак страног тела у терен, бушење лопте или исправке погрешне одлуке судије када непотребно заустави игру).

## Начин извођења
Главни судија баца лопту на месту на којем је игра заустављена, осим ако се ради о томе да је игра заустављена у петерцу; у том случају судија баца лопту на линију петерца паралелну са гол-линијом. Лоптом се не сме играти док не додирне тло, но када једном падне сматра се да је лопта у игри. Ако лопта неким случајем изађе изван граница игралишта пре него што је било који играч дотакне, бацање се понавља.

## Повреде правила
У правилима игре не помиње се број играча који сме да учествује приликом судијског бацања, нити место на којем треба да се сместе. Но, обично се бацање изводи тако што највише два играча (по један играч сваке екипе) настоје освојити лопту за свој тим.
Контакт с лоптом пре него што она први пут додирне земљу аутоматски значи понављање бацања.

## Коришћење у модерном фудбалу
Судијско бацање се ретко виђа на професионалним утакмицама. Већина играча ће након неког непредвиђеног догађаја (нпр. повреде некога од играча) лопту избацити изван граница игралишта, најчешће у аут. Након што се ситуација реши, екипа која је остварила право на извођење аута у духу фер плеја најчешће ће вратити лопту у посед екипи чији је играч првобитно шутнуо лопту изван граница игралишта.